# Dylan Moscovitch
Dylan Moscovitch (Toronto, Ontário, 23 de setembro de 1984) é um ex-patinador artístico canadense, que compete nas duplas. Com sua parceira Kirsten Moore-Towers, eles foram medalhistas de prata no Campeonato dos Quatro Continentes de Patinação Artística no Gelo em 2013, e campeões do campeonato nacional canadense em 2011. Nos Jogos Olímpicos de Inverno de 2014 em Sóchi, Moore-Towers e Moscovitch receberam a medalha de prata na competição por equipes, e terminaram na quinta posição nas duplas.

## Principais resultados

### Com Lubov Iliushechkina
| Resultados                                       | Resultados       | Resultados        | Resultados        | Resultados    | Resultados    | Resultados    | Resultados    | Resultados    | Resultados    | Resultados    | Resultados    | Resultados    | Resultados    | Resultados    |
| Internacional                                    | Internacional    | Internacional     | Internacional     | Internacional | Internacional | Internacional | Internacional | Internacional | Internacional | Internacional | Internacional | Internacional | Internacional | Internacional |
| Evento/Temporada                                 | 2014– 2015       | 2015– 2016        | 2016– 2017        | 2017– 2018    |               |               |               |               |               |               |               |               |               |               |
| ------------------------------------------------ | ---------------- | ----------------- | ----------------- | ------------- | ------------- | ------------- | ------------- | ------------- | ------------- | ------------- | ------------- | ------------- | ------------- | ------------- |
| Campeonato Mundial                               | 13.º             | 7.º               | 6.º               |               |               |               |               |               |               |               |               |               |               |               |
| Campeonato dos Quatro Continentes                | 6.º              | 5.º               | Medalha de bronze | 4.º           |               |               |               |               |               |               |               |               |               |               |
| GP Cup of China                                  |                  | 7.º               | Medalha de bronze |               |               |               |               |               |               |               |               |               |               |               |
| GP Internationaux de France                      |                  |                   |                   | 4.º           |               |               |               |               |               |               |               |               |               |               |
| GP NHK Trophy                                    |                  | 5.º               |                   |               |               |               |               |               |               |               |               |               |               |               |
| GP Skate Canada International                    |                  |                   | Medalha de bronze | 6.º           |               |               |               |               |               |               |               |               |               |               |
| CS Finlandia Trophy                              |                  |                   |                   | 4.º           |               |               |               |               |               |               |               |               |               |               |
| CS Nebelhorn Trophy                              |                  |                   | Medalha de prata  |               |               |               |               |               |               |               |               |               |               |               |
| CS Ondrej Nepela Trophy                          |                  | 4.º               |                   |               |               |               |               |               |               |               |               |               |               |               |
| CS Warsaw Cup                                    | Medalha de ouro  |                   |                   |               |               |               |               |               |               |               |               |               |               |               |
| Nacional                                         |                  |                   |                   |               |               |               |               |               |               |               |               |               |               |               |
| Campeonato Canadense                             | Medalha de prata | Medalha de bronze | Medalha de prata  | 4.º           |               |               |               |               |               |               |               |               |               |               |
| Skate Canada Challenge                           | Medalha de ouro  |                   |                   |               |               |               |               |               |               |               |               |               |               |               |
|                                                  |                  |                   |                   |               |               |               |               |               |               |               |               |               |               |               |
| Legenda: GP = Grand Prix; CS = Challenger Series |                  |                   |                   |               |               |               |               |               |               |               |               |               |               |               |

### Com Kirsten Moore-Towers
| Resultados | Resultados    | Resultados       | Resultados        | Resultados       | Resultados        | Resultados    | Resultados    | Resultados    | Resultados    | Resultados    | Resultados    | Resultados    | Resultados    | Resultados    |
| Internacional | Internacional | Internacional    | Internacional     | Internacional    | Internacional     | Internacional | Internacional | Internacional | Internacional | Internacional | Internacional | Internacional | Internacional | Internacional |
| Evento/Temporada | 2009– 2010    | 2010– 2011       | 2011– 2012        | 2012– 2013       | 2013– 2014        |               |               |               |               |               |               |               |               |               |
| --- | ------------- | ---------------- | ----------------- | ---------------- | ----------------- | ------------- | ------------- | ------------- | ------------- | ------------- | ------------- | ------------- | ------------- | ------------- |
| Jogos Olímpicos |               |                  |                   |                  | 5.º               |               |               |               |               |               |               |               |               |               |
| Campeonato Mundial |               | 8.º              |                   | 4.º              | 4.º               |               |               |               |               |               |               |               |               |               |
| Campeonato dos Quatro Continentes | 9.º           | 5.º              |                   | Medalha de prata |                   |               |               |               |               |               |               |               |               |               |
| GP Grand Prix Final |               | 6.º              |                   | 5.º              | 6.º               |               |               |               |               |               |               |               |               |               |
| GP Cup of China |               |                  | Medalha de bronze | 4.º              |                   |               |               |               |               |               |               |               |               |               |
| GP NHK Trophy |               |                  |                   | Medalha de prata |                   |               |               |               |               |               |               |               |               |               |
| GP Rostelecom Cup |               |                  |                   |                  | Medalha de bronze |               |               |               |               |               |               |               |               |               |
| GP Skate America |               | Medalha de prata | Medalha de bronze |                  | Medalha de prata  |               |               |               |               |               |               |               |               |               |
| GP Skate Canada International | 6.º           | Medalha de prata |                   |                  |                   |               |               |               |               |               |               |               |               |               |
| U.S. Classic |               |                  |                   | Medalha de ouro  | Medalha de ouro   |               |               |               |               |               |               |               |               |               |
| Nacional |               |                  |                   |                  |                   |               |               |               |               |               |               |               |               |               |
| Campeonato Canadense | 5.º           | Medalha de ouro  | 4.º               | Medalha de prata | Medalha de prata  |               |               |               |               |               |               |               |               |               |
| Equipes |               |                  |                   |                  |                   |               |               |               |               |               |               |               |               |               |
| Jogos Olímpicos |               |                  |                   |                  | 2T/2P             |               |               |               |               |               |               |               |               |               |
| |               |                  |                   |                  |                   |               |               |               |               |               |               |               |               |               |
| Legenda: GP = Grand Prix; JGP = Grand Prix Júnior; WD = Abandonou; T = Posição da equipe; P = Posição individual; Competição não foi disputada nesta temporada |               |                  |                   |                  |                   |               |               |               |               |               |               |               |               |               |

### Com Kyra Moscovitch
| Resultados                    | Resultados      | Resultados    | Resultados    | Resultados    | Resultados    | Resultados    | Resultados    | Resultados    | Resultados    | Resultados    | Resultados    | Resultados    | Resultados | Resultados |
| Internacional                 | Internacional   | Internacional | Internacional | Internacional | Internacional | Internacional | Internacional | Internacional | Internacional | Internacional | Internacional | Internacional |            |            |
| Evento/Temporada              | 2005– 2006      | 2006– 2007    | 2007– 2008    | 2008– 2009    |               |               |               |               |               |               |               |               |            |            |
| ----------------------------- | --------------- | ------------- | ------------- | ------------- | ------------- | ------------- | ------------- | ------------- | ------------- | ------------- | ------------- | ------------- | ---------- | ---------- |
| Nebelhorn Trophy              |                 |               |               | 8.º           |               |               |               |               |               |               |               |               |            |            |
| Nacional                      |                 |               |               |               |               |               |               |               |               |               |               |               |            |            |
| Campeonato Canadense          |                 | 4.º           | 7.º           |               |               |               |               |               |               |               |               |               |            |            |
| Campeonato Canadense – Júnior | Medalha de ouro |               |               |               |               |               |               |               |               |               |               |               |            |            |
|                               |                 |               |               |               |               |               |               |               |               |               |               |               |            |            |